# Chrystal (cantante)
Chrystal Jade Ruby Opal Orchard, nota semplicemente come Chrystal (Farnworth, ...), è una cantante e musicista britannica.

## Biografia
Chrystal è originaria di Farnworth e ha dichiarato di essere cresciuta ascoltando l'R&B, l'hip hop e l'UK garage, e di essere una fan dei Vengaboys. È poi entrata all'University of Greater Manchester per studiare diritto, lasciandola successivamente per la Manchester Creative and Media Academy.
Dopo una serie di pubblicazioni dal scarso successo commerciale, Chrystal è salita alla ribalta con la hit internazionale The Days (2024); il brano, infatti, le ha fatto guadagnare un contratto con la Chaos, divisione della Polydor, è stato certificato platino dalla British Phonographic Industry ed è stato remixato da diversi DJ a cavallo tra il 2024 e il 2025. È così riuscito a scalare l'Official Dance Singles Chart fino al vertice e l'Official Singles Chart fino al 4º posto, oltre a comparire nella Billboard Hot 100. Il remix più fortunato è stato quello edito da Notion, numero uno sia nella Latvijas straumētāko singlu della Latvijas Izpildītāju un producentu apvienība che nelle Official Aotearoa Music Charts. Ha conseguito il suo miglior posizionamento nella Official Singles Chart della Official Charts Company (3º posto) nel giugno seguente con Dior (2025), prodotto da MK, con 41 862 unità vendute. Dior è successivamente diventata la sua prima numero uno in patria grazie a 39 701 copie; ha mantenuto la prima posizione per due settimane consecutive.

## Discografia

### Album in studio
- 2023 – Dance Again

### Raccolte
- 2014 – Unarchived 2014
- 2015 – Unarchived 2015
- 2016 – Unarchived 2016

### Singoli
- 2015 – All Ur Love
- 2016 – Yaris 2 Paris
- 2017 – Waves
- 2017 – New Shoes
- 2018 – 2 Real
- 2018 – Tank (feat. Salute)
- 2018 – Vibe (feat. Rozwell Fitzroy)
- 2020 – Cycles
- 2020 – White Lies
- 2024 – The Days

### Collaborazioni
- 2025 – Dior (MK feat. Chrystal)